# بخش سان بلاس د لوس ساوسز
بخش سان بلاس د لوس ساوسز (به اسپانیایی: Departamento San Blas de los Sauces) یک منطقهٔ مسکونی در آرژانتین است که در استان لا ریوخا، آرژانتین واقع شده‌است.